# Beatmania IIDX 6th Style
Beatmania IIDX 6th Style은 2001년 코나미를 통해 발매된 비트매니아 IIDX의 6번째 시리즈로 이번 작에는 전작 구곡 외 총 40곡이 새로 들어갔다. 이번 작에서의 변경점으로 알파벳 F에서 AAA까지 등급을 매기는 기능과 하드 게이지가 추가되었다는 점 그리고 BGA 영상이 비디오 형식이 아닌 DVD로 변경되었다는 점이 있다.
이번 작에서의 인터페이스 디자인은 전작보다 좀 더 현대적인 스타일이 선보였다.